# 2005년 선댄스 영화제
제21회 선댄스 영화제는 2005년 1월 20일에 열린 시상식이다.

## 수상 및 후보

### 심사위원대상(미국 드라마)
- 로라 - 아이라 잭스 수상
- Between - David Ocanas
- 브릭 - 라이언 존슨
- 다잉 골 - 크레그 루카스
- 엘리 파커 - 스콧 코페이
- How the Garcia Girls Spent Their Summer - Georgina Riedel
- 허슬 & 플로우 - 크레이그 브로워
- 준벅 - 필 모리슨
- 로저헤드 - 팀 커크먼
- 론섬 짐 - 스티브 부세미
- 미 앤 유 앤 에브리원 - 미란다 줄라이
- 폴리스 비트 - 로빈슨 드버
- 프리티 퍼스웨이전 - 마코스 시에가
- 오징어와 고래 - 노아 바움백
- 썸석커 - 마이크 밀스
- Who Killed Cock Robin? - 트라비스 윌커슨

### 심사위원대상(미국 다큐멘터리)
- 왜 우리는 싸우나 - 유진 자렉키 수상
- 애프터 이노센스 - 제시카 샌더스
- 아리스토캣 - 폴 프로벤자
- 악마와 다니엘 존스톤 - 제프 퓨어제이그
- 쉘비 녹스의 성교육 - 섹스, 거짓말, 그리고 교육 - 마리온 립슈츠 외 1인
- 엔론 - 세상에서 제일 잘난 놈들 - 알렉스 기브니
- 후지모리의 몰락 - 엘렌 페리
- Frozen Angels - Eric Black 외 1인
- 메이드 인 차이나 - 데이빗 레드몬
- 머더볼 - 헨리 알렉스 루빈 외 1인
- 뉴욕 돌 - 그렉 화이트리
- Ring of Fire: The Emile Griffith Story - 댄 클로리스 외 1인
- 로만티코 - 마크 벡커
- 셰익스피어 비하인드 바스 - Hank Rogerson
- 트러델 - 헤더 래
- 트위스트 오브 페이스 - 커비 딕

### 심사위원대상(월드시네마 드라마틱)
- 영웅 - 제제 감보아 수상
- 브라더스 - 수잔 비에르
- 러브 인 메이드 - 호르헤 가게로
- 크로니카스 - 세바스찬 코르데로
- 무의식 - 호아킨 오리스트렐
- 가가서리 - 루 추안
- 릴라 말하길 - 지아드 도에이리
- Monstertorsdag - Arild ?tin Ommundsen
- 녹색 의자 - 박철수
- 온 어 클리어 데이 - 게비 델랄
- 스트레인저(폴란드어판) - 마우고시카 슈모프스카
- Palermo Hollywood - Eduardo Pinto
- 토니 타키타니 - 이치카와 준
- 나만의 숲 - 마렌 아데
- 울프 크릭 - 그렉 맥린
- 여자, 정혜 - 이윤기

### 심사위원대상(월드시네마 다큐멘터리)
- 달의 형상 - 레오나르드 레텔 헴리히 수상
- Dhakiyarr vs. the King - Allan Collins 외 1인
- 그리즐리 맨 - 베르너 헤어조크
- El Inmortal - Mercedes Moncada Rodr?uez
- 리브레이스 오브 바그다드 - 숀 맥앨리스터
- 우울한 방 세 개 - Pirjo Honkasalo
- 벽 - 시몬느 비톤
- Odessa... Odessa! - Michale Boganim
- 악마와 악수 - 로미오 댈레어의 여정 - 피터 레이몬트
- 소이 쿠바, 거장과 남은 이야기들 - 빈센트 페라즈
- 언노운 화이트 메일 - 루퍼트 머레이
- Yang Ban Xi, de 8 modelwerken - Yan Ting Yuen

### 각본상(미국 드라마)
- 오징어와 고래 - 노아 바움백 수상

### 심사위원특별상(미국 드라마)
- 브릭 - 라이언 존슨 수상
- 준벅 - 에이미 아담스 수상
- 미 앤 유 앤 에브리원 - 미란다 줄라이 수상
- 썸석커 - 루 테일러 푸치 수상

### 심사위원특별상(미국 다큐멘터리)
- 애프터 이노센스 - 제시카 샌더스 수상
- 머더볼 - Geoffrey Richman 수상

### 심사위원특별상(월드시네마 드라마틱)
- 러브 인 메이드 - 호르헤 가게로 수상
- 나만의 숲 - 마렌 아데 수상

### 심사위원특별상(월드시네마 다큐멘터리)
- 리브레이스 오브 바그다드 - 숀 맥앨리스터 수상
- 벽 - 시몬느 비톤 수상

### 심사위원특별상-앙상블연기
- 패밀리 포트레이트 - 패트리시아 리건 수상
- 말벌 - 안드리아 아놀드 수상

### 관객상 - 단편
- 머더볼 - 헨리 알렉스 루빈 수상
- 악마와 악수 - 로미오 댈레어의 여정 - 피터 레이몬트 수상
- 허슬 & 플로우 - 크레이그 브로워 수상
- 브라더스 - 수잔 비에르 수상

### 알프레드 P. 슬로안 상
- 그리즐리 맨 - 베르너 헤어조크 수상

### 감독상
- 악마와 다니엘 존스톤 - 제프 퓨어제이그 수상
- 오징어와 고래 - 노아 바움백 수상

### 촬영상
- 쉘비 녹스의 성교육 - 섹스, 거짓말, 그리고 교육 - Gary Griffin 수상
- 허슬 & 플로우 - 에이미 빈센트 수상

### 단편영화특별언급
- 한 달 한 주말 - 에릭 에스코바 수상
- 라이언 - 크리스 랜드레스 수상
- 스몰 타운 씨크릿 - 케서린 르겟 수상
- 타마 투 - 타이카 와이티티 수상
- 빅토리아 파라 치노 - 캐리 후쿠나가 수상

### 단편영화특별인정
- 불렛 인더 후드 - 테런스 피셔 수상

### NHK상
- 내가 세상의 마지막을 보낸 방법 - 카탈린 미튤레스쿠 수상
- 더 마인더 - 로드리고 모레노 수상
- Yomoyama Blues - Mipo Oh 수상
- Virtual Love - Richard Press 수상